# Burumunkskata
Burumunkskata (Philemon moluccensis) är en fågel i familjen honungsfåglar inom ordningen tättingar.

## Utbredning och systematik
Burumunkskata förekommer som namnet antyder enbart på ön Buru i norra Moluckerna. Den behandlas som monotypisk, det vill säga att den inte delas in i några underarter.

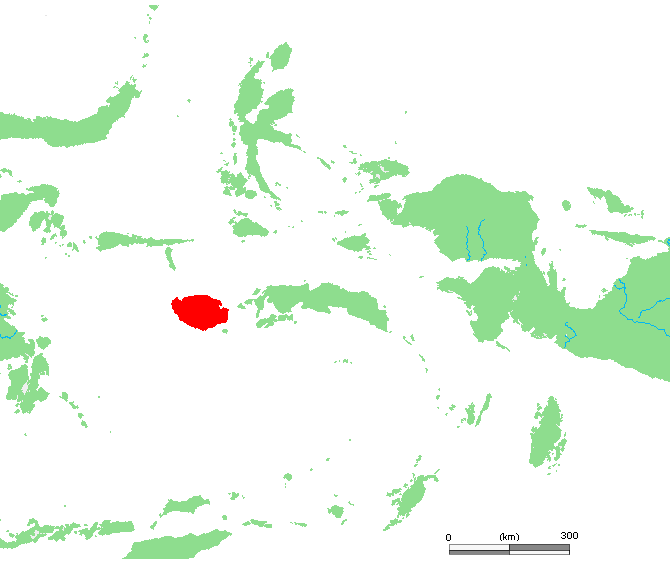
Fågeln förekommer endast på ön Buru i Moluckerna.

## Status
IUCN kategoriserar den som livskraftig.